# Woschod 3
Woschod 3 war die Bezeichnung für einen geplanten bemannten sowjetischen Weltraumflug, der immer wieder verschoben, aber nie abgesagt wurde.

## Woschod 1 und Woschod 2
Mit den ersten beiden Woschod-Flügen hatte die Sowjetunion spektakuläre Erstleistungen vollbracht. Woschod 1 startete am 12. Oktober 1964 als erstes mehrsitziges Raumschiff, und beim Flug von Woschod 2 am 18. März 1965 verließ zum ersten Mal ein Raumfahrer sein Raumschiff für einen Weltraumausstieg. Die technischen Probleme bei beiden Raumflügen wurden der Öffentlichkeit verschwiegen.
Die Woschod-Raumschiffe bestanden eigentlich aus erweiterten Wostok-Raumschiffen und sollten vor allem die Zeitspanne überbrücken, bis das neue Sojus-Raumschiff einsatzbereit war.

## Planung für Woschod 3
Mit Woschod 3 war ein Langzeitflug geplant, der den bisherigen Rekord von Wostok 5 von knapp fünf Tagen übertreffen sollte. Dazu sollte das Woschod-Raumschiff so umgestaltet werden, dass es Missionsdauern bis 15 Tagen ermöglichen könnte. Am 29. August 1965 holten die Amerikaner jedoch erstmals den Weltrekord: Gemini 5 blieb acht Tage in der Erdumlaufbahn.
Der Start von Woschod 3 war für Herbst 1965 geplant, verzögerte sich jedoch immer mehr. Ein Testraumschiff wurde am 22. Februar 1966 unter der Bezeichnung Kosmos 110 gestartet. Nach 22 Tagen landete die Rückkehrkapsel planmäßig. An Bord waren zwei Hunde, die diesen Flug gut überstanden, obwohl die Umlaufbahn durch den Van-Allen-Gürtel führte.

## Verzögerungen
Ein bemannter Flug verzögerte sich jedoch weiter, denn nun traten auch Probleme an der Trägerrakete auf. Inzwischen hatten die Amerikaner im Dezember 1965 mit Gemini 7 den Dauerrekord auf 14 Tage erhöht, mit Gemini 6 das erste bemannte Rendezvous und im März 1966 mit Gemini 8 die erste Kopplung in der Erdumlaufbahn durchgeführt.
Ein reiner Dauerflug, ohne Manövrier- und Kopplungsmöglichkeit, erschien den Sowjets nicht spektakulär genug, so dass man die Kräfte lieber auf das neue Sojus-Raumschiff konzentrieren wollte, dessen Erstflug vielleicht sogar noch im Jahre 1966 möglich sein könnte.
Es war jedoch nicht angebracht, den Flug offiziell abzusagen, vielmehr wurde er immer wieder verschoben. Im Oktober 1966 gab es wieder Anweisungen, den Flug weiter zu planen. Ein Start Anfang 1967 schien möglich, wurde aber nicht besonders forciert. Der Flug von Woschod geriet in Vergessenheit, wurde aber nie offiziell gestrichen.

## Die Besatzung
Im Gegensatz zur NASA gab die sowjetische Raumfahrtbehörde geplante Starts mit ihren Besatzungen nicht im Voraus bekannt. Selbst intern wurde die endgültige Mannschaft erst wenige Tage vor dem Start entschieden. Potentielle Kosmonauten mussten sich vorher einer Prüfung unterziehen, doch neben dieser offiziellen Prozedur gab es auch politische Gründe, bestimmte Kosmonauten zu benachteiligen oder vorzuziehen.
Nikolai Kamanin, der Leiter der Kosmonautenausbildung favorisierte für den Flug von Woschod 3 Boris Wolynow als Kommandant und Georgi Katys als Wissenschaftskosmonaut. Beide waren jedoch an höherer Stelle nicht besonders gut angesehen. Wolynow war jüdischer Abstammung, und der Vater von Katys war als Staatsfeind hingerichtet worden. Als Ersatzmannschaft wurden von Kamanin Georgi Beregowoi und Lew Djomin vorgeschlagen.
Im November 1965 wurde entschieden, dass neben dem Kommandanten auch der zweite Kosmonaut ein Militärflieger sein sollte. Mit Wolynow als Kommandant sollten deshalb entweder Jewgeni Chrunow oder Wiktor Gorbatko fliegen, mit Beregowoi und Wladimir Schatalow als Reservebesatzung. Im Januar 1966 dagegen wurde Georgi Schonin als Pilot gesehen.
Insofern ist es unmöglich, die Besatzung für diesen Flug anzugeben.
Nach einigen Quellen verlor Katys seinen Platz in der Hauptbesatzung, weil sein Vater als Staatsfeind hingerichtet wurde und er Geschwister hatte, die in Frankreich lebten. Dagegen spricht, dass Katys Vater bereits 1957 rehabilitiert wurde und Katys Halbgeschwister Russland bereits 1910 verlassen hatten. Katys blieb bis 1974 Kosmonautenkanditat.

## Bedeutung
Zwar hatte die sowjetische Raumfahrt von 1957 bis 1964 die Führung vor den USA, doch konnte sie nach den Wostok-Raumschiffen nur begrenzt Weiterentwicklungen vorweisen. Durch schlechte Leitung, interne Rivalität und politische Intrigen setzte sich in der sowjetischen Raumfahrt nicht immer das Beste durch. Verschiedene Verzögerungen führten dazu, dass die UdSSR ab März 1965 zwei Jahre lang keinen bemannten Weltraumflug durchführte, während die NASA mit dem Gemini-Programm große Fortschritte machte und die Führung übernahm. Die sowjetische Führung drängte darauf, den Rückstand klein zu halten, und so wurde im April 1967 das nicht ausgereifte Sojus-Raumschiff zum ersten bemannten Start mit der Mission Sojus 1 freigegeben.